# Eduardo da Silva Díaz
Eduardo da Silva Díaz (ur. 19 sierpnia 1966) – urugwajski piłkarz, pomocnik.
Jako piłkarz klubu CA Peñarol był w kadrze reprezentacji podczas turnieju Copa América 1987, gdzie Urugwaj zwyciężył w mistrzostwach Ameryki Południowej. Da Silva wystąpił w jednym meczu turnieju. W latach 1987–1989 wystąpił w dwóch meczach reprezentacji. Z Peñarolem był mistrzem Urugwaju w 1985 i 1986. W 1987 triumfował w Copa Libertadores.